# Cumlosen
Cumlosen ist eine Gemeinde im Landkreis Prignitz in Brandenburg. Die Gemeinde gehört dem Amt Lenzen-Elbtalaue an. Verwaltungssitz des Amtes ist die Stadt Lenzen.

## Geografie
Cumlosen liegt an der Elbe etwa sechs Kilometer nordwestlich von Wittenberge im Biosphärenreservat Flusslandschaft Elbe-Brandenburg. Bei der Siedlung handelt es sich um ein Haufendorf mit Kirche; westlich liegt die alte Dorfstelle. Zwischen Cumlosen und Motrich weist ein Waldname Schwartauer Berge auf eine mögliche ehemalige Siedlung hin.
Nachbarorte von Cumlosen sind Bärwinkel im Norden, Motrich und Bentwisch im Nordosten, Lindenberg im Osten, Wentdorf, Wittenberge und Wahrenberg im Südosten, Müggendorf im Süden, Wanzer, Klein Wanzer, Aulosen, Stresow und Gummern im Südwesten, Schnackenburg im Westen sowie Lütkenwisch, Jagel und Bernheide im Nordwesten.

## Gemeindegliederung
Zu Cumlosen gehören die bewohnten Gemeindeteile Motrich, Müggendorf und Wentdorf. Sie wurden 1973 in Cumlosen eingegliedert.

## Geschichte

### 13. und 14. Jahrhundert
Das Dorf wurde 1246 erstmals durch einen Johannes senior de Kumelosen urkundlich erwähnt. Weitere Erwähnungen fanden im Jahr 1271 durch Johannes de Cummelosen statt. Der Ort erschien 1334 als Kummelose und 1341 als in Cumenloze. Die Besitztümer waren im Hochmittelalter und frühen Spätmittelalter umstritten. Burg und Ländchen Cumlosen waren Teil einer Auseinandersetzung zwischen Markgrafen von Brandenburg und den Herzögen von Mecklenburg bzw. den Grafen von Schwerin. Als sicher gilt der Besitz der Gemarkung in den Jahren 1246 bis 1354 durch die von Cumlosen. Hierbei übernahm 1341 während der Unmündigkeit des Henning von Cumlosen der Vogt in Cumlosen, Huno von Karwe, die Geschäfte im Dorf, während die Burg Cumlosen im Jahr 1345 an den Ritter Nikolaus von Lobeke (ein Onkel des Huno von Karwe) und dessen Knappe Joris übernahmen. In den folgenden drei Jahren von 1352 bis 1354 waren die von Cumlosen die alleinigen Herrscher. Anschließend traten die von Mintstedt in der Region auf, die vom Markgrafen belehnt worden waren und zwei Teile an Cumlosen erwarben. In dieser Zeit wurde im Jahr 1332 von Dorf und Burg Cumlosen berichtet, 1341 vom Wirken des erwähnten Vogtes in Cumlosen und 1345 die Burg (castrum). Im Jahr 1399 kam es zu einem Überfall durch mecklenburgische Raubritter, die das Dorf niederbrannten.

### 15. Jahrhundert
Im 15. Jahrhundert waren insgesamt drei Anteile nachweisbar. Der erste Anteil lag von vor 1413 bis 1873 bei der Familie von Möllendorf zu Cumlosen, Gadow, Beruheide und Lindenberg, der einen Wohnsitz und Teilbesitz im Ländchen Cumlosen umfasste (1413, 1429, 1497, 1540). Er besaß im Jahr 1542 auch ein Anteil am Kirchenpatronat und seit 1573 auch über Einkünfte der von Platen zu Mesendorf (siehe 3. Anteil) aus der Mühle. Seit dem 15. Jahrhundert umfasste der Besitz der von Möllendorf zu Gadow und Lindenberg über 1⁄3 am Lehnschulzengut sowie zehn Halbkossäten und acht Kötter (1685). Im Jahr 1706 umfasste er 1⁄3 der Ober- und Untergerichtsbarkeit sowie des Kirchenpatronats, 1⁄3 des Lehnschulzenguts, acht Kossäten und vier Kötter. Die Linie der von Möllendorf zu Bernheide besaß 14 Kossäten und zwei Kötter, während die von Möllendorf zu Lindenberg neu Kossäten und drei Kötter besaßen. Die von Möllendorf zu Wentdorf konnten auf sechs Kötter und alle anteilig über weitere drei Kossäten und vier Kötter zugreifen (1745). Seit 1766 waren alle Linien der von Möllendorf auch im Besitz der von Retzdorf zu Groß Breese und Hinzdorf am Kirchenpatronat, Elbzoll und Einwohnern (siehe 2. Anteil) sowie über den der Anteil der von Platen zu Mesendorf (siehe 3. Anteil). Sie konnten ihren Einfluss weiter ausbauen und besaßen  seit 1771 auch 1⁄9 des Elbzolls der von Platen zu Kuhwinkel. Der zweite Anteil war von 1423 bis 1766 im Besitz der Familie von Retzdorf zu Neuburg zu Hinzdorf und Groß Breese. Er umfasste 1⁄3 am Ländchen Cumlosen (1441), das Holz zu Schartow, einen Anteil am Kirchenpatronat (1542) und am Elbzoll (1564) bzw. über drei Kossäten und einen Kötter und Anteile an je einem Kossäten und Kötter (1745). Er wurde 1766 zusammen mit 1⁄9 Elbzoll und dem Anteil am Kirchenpatronat an die von Möllendorf verkauft. Der dritte Anteil war von 1406 bis 1766 im Besitz der Familie von Platen zu Cumlosen und umfasste das letzte Dritte am Ländchen Cumlosen (1441) und einen Anteil am Kirchenpatronat (1542). Er kam 1569 in den Lehnsbesitz der von Platen zu Quitzow und von dort an die von Karstedt zu Kaltenhof. Die Hebungen aus der Mühle wurden 1573 an die von Möllendorf verkauft. Der Anteil umfasste weiterhin vier Kossäten und zwei Kötter und lag bei den von Platen zu Mesendorf, während die von Platen zu Quitzow einen Kossäten und zwei Kötter besaßen. Beide konnten anteilig auf drei Kötter zurückgreifen (1745). Im Jahr 1766 verkauften die von Platens zu Mesendorf ihren Anteil an der Gerichtsbarkeit, Kirchenpatronat und Zoll sowie zwölf Einwohner an die von Möllendorf zu Gadow.
In dieser Zeit kam es zu zahlreichen Überfällen von Raubrittern. Sie führten beispielsweise zu einer Klage des Erzstifts Magdeburg im Jahr 1413. Acht Jahre später waren erneut mecklenburgische Raubritterschäden im Ländchen Cumlosen zu beklagen, dass zu dieser Zeit aus den Dörfern Cumlosen, Jagel, Lütkenwisch, Müggendorf und Wentdorf (zeitweilig auch Bentwisch) bestand. Weitere Überfälle gab es 1422, 1423 und 1424. Dabei wurden 60 Kühe, zehn Pflugpferde und eine nicht benannte Anzahl Schweine gestohlen (1423).

### 16. Jahrhundert
Im Jahr 1542 lebten im Dorf zwei Hufner und 24 Kossäten. Das Patronat lag anteilig bei den von Platen, den von Retzdorf und den von Moltzan und den von Möllendorf. Es gab Pfarrhaus im Acker, auf dem sechs Scheffel Roggensaat ausgebracht wurde. Außerdem umfasste es zwei Wiesen, von denen auf einer sechs Fuder Heu eingebracht werden konnten. Die Hufner und Kossäten zahlten zusammen vier Rheinische Gulden (fl). Der Pfarrer durfte außerdem freie Mast betreiben und Holz schlagen. Der Küster besaß ein eigenes Haus. Im Jahr 1558 konnte der Pfarrer außerdem über sechs Scheffel Roggen aus Aulosen verfügen. Die Kirche besaß einen eigenen Acker, eine Wiese und noch kleine Endchen Landes und eine Wiese in Lütkenwisch, die aber unter Wasser stand. Eine Mühle und Zollerträge wurden 1564 in Cumlosen erwähnt; eine Statistik berichtete 1756 von einem Hufner und 35 Kossäten. Die Lehnsherren befahlen den Bewohnern von Cumlosen im Jahr 1581, dem Küster ein Haus zu errichtet, das 1600 vorhanden war. In Cumlosen gab es 1590 einen Wohnhof mit Äckern und zugekauften Bauerngütern, die für eine Konkubine Sanna Yoris bestimmt war. Diese war wiederum mit einem Mitglied der von Möllendorf liiert.

### 17. Jahrhundert
Die von Möllendorf hatten 1630 einige wüst liegende Kossätenhöfe in ihren Besitz gebracht, leisten hierfür aber kein Nachbarrecht. Dies führte zu einer Klage des Dorfes. Im Jahr 1652 gab es zwei Schulzengüter (darunter einen Hauswirt), fünf Kötter, zwölf Fischerkaten und 38 Personen im Dorf. Eine Statistik von 1686 führte auf: einen Lehnschulzen, keine Hufner, 33 Kossätengüter (davon 15 wüst), 17 besetzt und zwei wüste Kötterhöfe, zwei Schenkkrüge, eine Mühle im Besitz der von Möllendorf, einen Kuhhirten und einen Schweinehirten. Die wüsten Kossätenhöfe wurden von den von Möllendorf genutzt und teilweise auch selbst bewohnt. Im gesamten Dorf konnten 40 Fuder Heu eingebracht werden. Die Weidehaltung und Viehzucht wurden als gut beschrieben; der Acker war sandig. Zur Aufgabe der Bewohner gehörte es aber auch, die Elbdeiche instand zu halten. Sie betrieben in geringem Umfang Fischerei, mussten hierfür aber auch an die von Jagow zu Aulosen Pacht bezahlen. Ein Zollverwalter erschien im Jahr 1689.

### 18. Jahrhundert
Im Jahr 1708 wurde die Cumlosischen Wassermühle an der Löcknitz durch die von Möllendorf
auf Beruheide an Anna Marie Friedrichs, eine verwitwete Arendts, jetzt verehelichte
Sehröder verpachtet. Die adeligen Wohnhöfe wurden nicht mehr genutzt. Eine Statistik aus dem Jahr 1719 führte auf: fünf Kossäten, 49 Kötter, ein Paar Einlieger, einen Hirten ohne Vieh und eine Schmiede. Im Dorf fand im Jahr 1733 ein Jahrmarkt statt, der jedoch auf königlichen Befehl nach Wittenberge verlegt wurde. Eine Statistik aus dem Jahr 1734 führte auf: fünf Kossäten, 56 Häuslinge, einen Schmied, einen Schneider, einen Schuster, zwei Böttcher und zwei Hirten. Im Jahr 1760 waren es fünf Kossäten, 48 Kötter, einen Kuhhirten und ein Dorfschmied. Der von Platenschen Erb- und Braukrüger Marx Friedrich Guhl kaufte sich 1756 von allen Pachtverpflichtungen frei. Außerdem erwarb er drei Enden Ritteracker auf dem Schwasen. Eine Statistik von 1791 führte für Cumlosen auf: 24 Kossäten, 15 Büdner, 10 Hausleute, zwei Verwalter, ein Pfarrer, zwei Krüger, ein Schmied und 70 Feuerstellen (= Haushalte). Kurz darauf wurde von einigen Höknern im Dorf berichtet (1797).

### 19. Jahrhundert

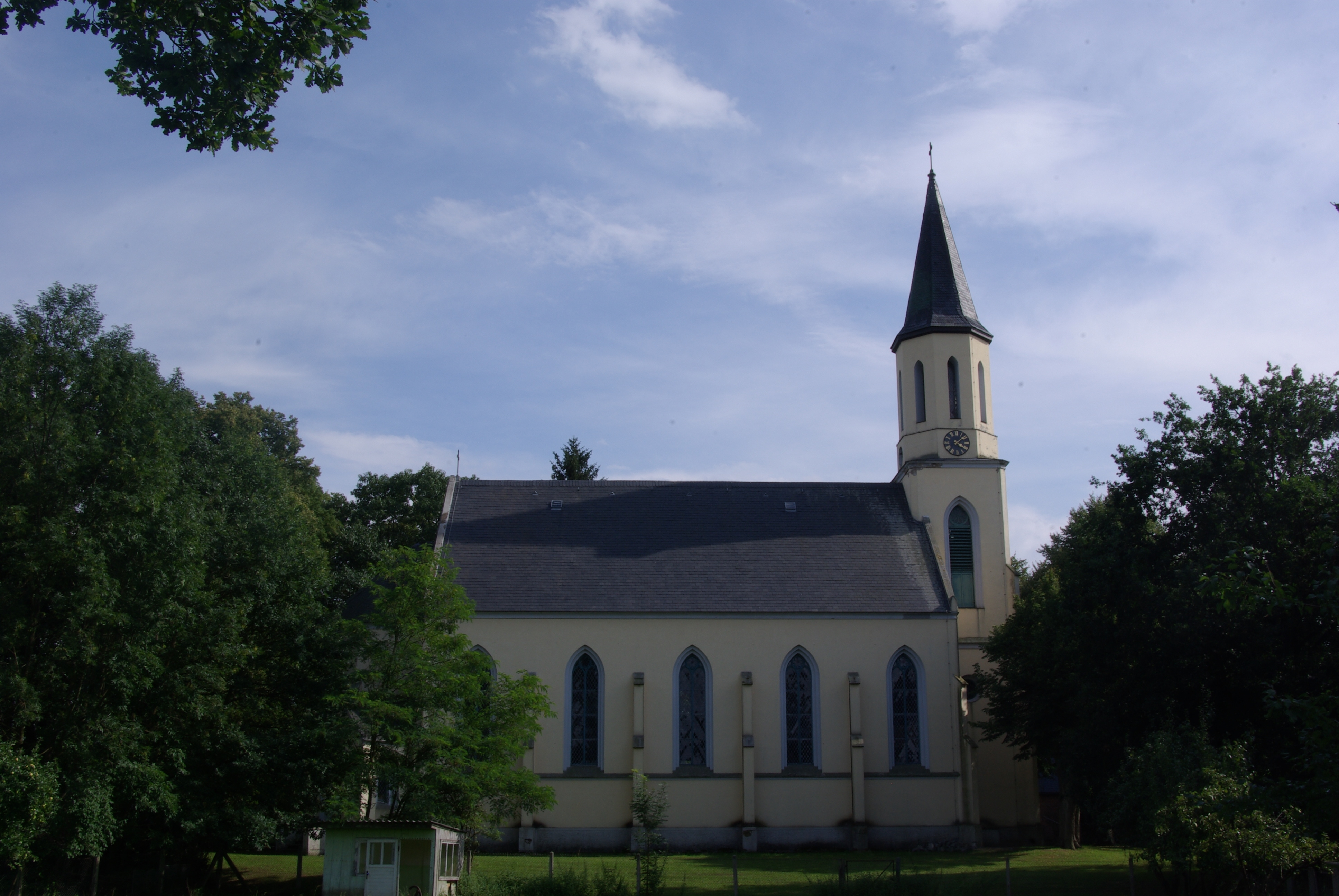
Kirche in Cumlosen von 1856/1858

Im Dorf lebten im Jahr 1801 der Lehnschulze, 27 Kossäten, 15 Büdner, zehn Einlieger und verschiedene Handwerker sowie zwei Rademacher. Es gab einen Zimmermann, eine Schmiede und 70 Feuerstellen. Cumlosen gehörte seit 1817 zum Kreis Westprignitz in der Provinz Brandenburg. Für 1819 wurden berichtet: fünf Kossäten, 49 Kötter, ein Schmied, ein Kuhhirt und acht Paar Einlieger. Im Cumosen standen 1846 insgesamt 97 Wohnhäuser. Die Bauern betrieben 1852 das Zweifeldersystem, außerdem ein wenig Hütung für Kühe und
Schweine sowie Viehzucht für den eigenen Bedarf. Neben dem Ackerbau waren einige als Tagelöhner beschäftigt. In den Jahren 1856 bis 1858 entstand die Dorfkirche. Das Dorf bestand 1860 aus sechs öffentlichen, 107 Wohn- und 81 Wirtschaftsgebäuden. Die Gemarkung war 1594 Morgen (Mg) groß: 67 Mg Gehöfe, 460 Mg Acker, 452 Mg Wiese, 150 Mg Weide und 465 Mg Wald.

### 20. Jahrhundert
Zur Jahrhundertwende gab es in Cumlosen auf 695 Hektar (ha) 130 Häuser. Cumlosen wurde im Jahr 1931 Gemeinde mit dem Wohnplatz Kumlosen und 116 Wohnhäusern auf 696 ha. Im Jahr 1939 gab es zehn land- und forstwirtschaftliche Betriebe mit einer Fläche von 20 und 100 ha, 13 Betriebe mit 10 bis 20 ha, 12 Betriebe mit 5 bis 10 ha sowie 49 Betriebe mit 0,5 bis 5 ha. Dort waren 171 Personen tätig. Weitere 190 Personen arbeiteten in Industrie und Handwerk sowie 85 Personen in Handel und Verkehr.
Nach dem Zweiten Weltkrieg wurden im Rahmen der Bodenreform 1946 insgesamt 52,06 ha enteignet und aufgeteilt auf: neun Neubauern erhielten 21,24 ha, ein Bauer 5,26 ha sowie zwölf Altbauern 25,51 h. Die verbliebene Fläche fiel an die Gemeinde. Im Jahr 1958 gründete sich eine LPG Elbetal mit zunächst acht Mitgliedern und 51,62 Hektar landwirtschaftlicher Nutzfläche. Sie wuchs bis zum Jahr 1960 auf 95 Mitglieder und 495,62 Hektar Fläche an. Diese LPG schloss sich 1974 mit der LPG Freie Scholle in Motrich, der LPG Eibestrand in Müggendorf und der LPG Heimaterde in Wentdorf zur LPG Typ III Elbetal mit Sitz in Cumlosen zusammen. Fünf Jahre später entstand die LPG Tierproduktion Cumlosen. In der DDR war Cumlosen Grenzübergangsstelle (GÜSt) für den Schiffsverkehr zwischen der DDR und der Bundesrepublik. Der ehemalige Zollhafen samt Grenzturm gehört heute zum Bootsclub Cumlosen. In den restlichen Gebäuden befindet sich der Ortsverband Wittenberge des Technischen Hilfswerks (THW).
Ab 1952 gehörte die Gemeinde Cumlosen zum Kreis Perleberg im Bezirk Schwerin der DDR, ab 1990 in Brandenburg. Im Jahr 1973 wurden die Gemeinden Motrich, Müggendorf und Wentdorf in Cumlosen eingegliedert. Cumlosen bestand 1985 mit den Ortsteilen Motrich, Müggendorf und Wentdorf. Seit 1993 liegt Cumlosen im brandenburgischen Landkreis Prignitz.

## Bevölkerungsentwicklung
| Jahr | Einwohner |
| ---- | --------- |
| 1875 | 622       |
| 1890 | 568       |
| 1910 | 528       |
| 1925 | 575       |
| 1933 | 542       |
| 1939 | 527       |

| Jahr | Einwohner |
| ---- | --------- |
| 1946 | 733       |
| 1950 | 675       |
| 1964 | 489       |
| 1971 | 474       |
| 1981 | 859       |
| 1985 | 857       |

| Jahr | Einwohner |
| ---- | --------- |
| 1990 | 841       |
| 1995 | 834       |
| 2000 | 905       |
| 2005 | 893       |
| 2010 | 809       |
| 2015 | 734       |

| Jahr | Einwohner |
| ---- | --------- |
| 2020 | 720       |
| 2021 | 717       |
| 2022 | 727       |
| 2023 | 726       |
| 2024 | 718       |

Gebietsstand des jeweiligen Jahres, Einwohnerzahl: Stand 31. Dezember (ab 1991), ab 2011 auf Basis des Zensus 2011, seit 2022 auf Basis des Zensus 2022

## Politik

### Gemeindevertretung
Die Gemeindevertretung von Cumlosen besteht aus zehn Gemeindevertretern und dem ehrenamtlichen Bürgermeister. Die Kommunalwahl am 9. Juni 2024 führte zu folgendem Ergebnis:
| Wählergruppe                     | Stimmenanteil 2003 | Stimmenanteil 2008 | Stimmenanteil 2014 | Stimmenanteil 2019 | Stimmenanteil 2024 |  | Sitze 2003 | Sitze 2008 | Sitze 2014 | Sitze 2019 | Sitze 2024 |
| -------------------------------- | ------------------ | ------------------ | ------------------ | ------------------ | ------------------ |  | ---------- | ---------- | ---------- | ---------- | ---------- |
| Unabhängige Bürgerliste Cumlosen | 74,8 %             | 83,6 %             | 83,8 %             | 74,7 %             | 69,0 %             |  | 8          | 9          | 8          | 7          | 7          |
| Freie Wählergruppe Cumlosen      | 13,1 %             | 13,2 %             | 16,2 %             | 25,3 %             | 31,0 %             |  | 1          | 1          | 2          | 3          | 3          |
| Einzelbewerber Manfred Dröge     | 06,8 %             | –                  | –                  | –                  | –                  |  | 1          | –          | –          | –          | –          |
| Sonstige                         | 05,3 %             | 03,2 %             | –                  | –                  | –                  |  | –          | –          | –          | –          | –          |
| Insgesamt                        | 100 %              | 100 %              | 100 %              | 100 %              | 100 %              |  | 10         | 10         | 10         | 10         | 10         |

### Bürgermeister
- seit 1993: Harald Pohle (Unabhängige Bürgerliste Cumlosen/SPD)[19]

Pohle wurde in der Bürgermeisterwahl am 9. Juni 2024 mit 61,4 % der gültigen Stimmen für eine weitere Amtszeit von fünf Jahren gewählt.

## Sehenswürdigkeiten

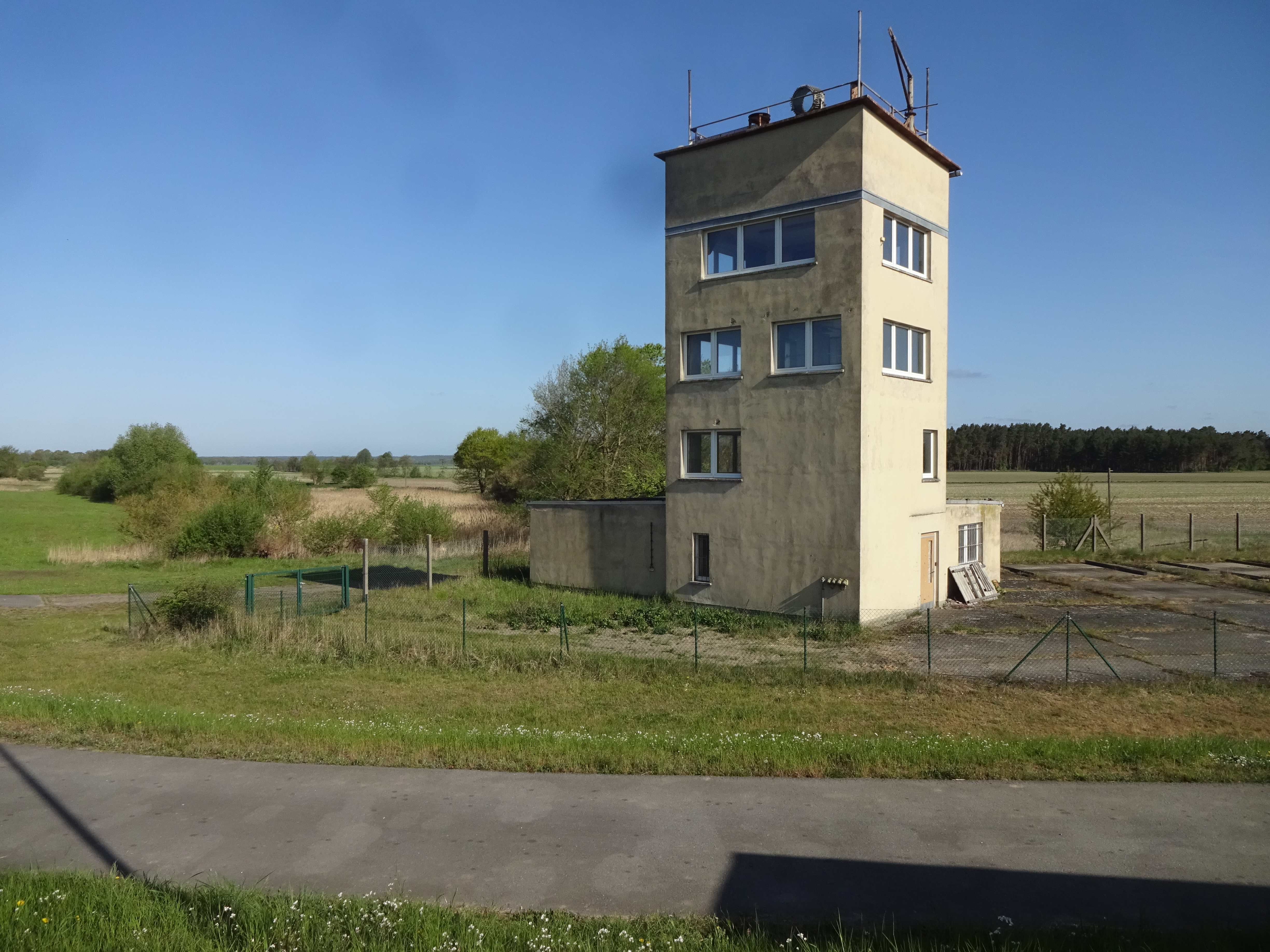
Denkmalgeschützter Grenzwachturm

In der Liste der Baudenkmale in Cumlosen stehen die in der Denkmalliste des Landes Brandenburg eingetragenen Baudenkmale.
- Die Dorfkirche Cumlosen ist eine Saalkirche aus den Jahren 1856/1858 im Stil der spätromantischen Neugotik. Im Innenraum ist ein polychromer Saal im Stil der Schinkel-Nachfolge.
- Ein Wohnhaus mit Wirtschaftsteil und Wirtschaftsgebäude stammt aus dem Jahr 1813 und steht unter Denkmalschutz, ebenso ein Grenzwachturm mit Anbau.

## Verkehr
Durch Cumlosen führt die Bundesstraße 195 von Wittenberge nach Lenzen. Der Elberadweg verläuft durch Cumlosen.
Der Bahnhof Cumlosen lag an der Bahnstrecke Wittenberge–Buchholz. Der Abschnitt zwischen Wittenberge und Dömitz, an dem Cumlosen lag, wurde 1947 als Reparationsleistung an die Sowjetunion demontiert.